# آبه ماساتسوگو
آبه ماساتسوگو (به ژاپنی: 阿部 正次 Abe Masatsugu)؛ ۱۵۶۹ – ۱۰ دسامبر ۱۶۴۷) سامورایی، دایمیو و روجو در دوره ادو اهل ژاپن بود.
آبه ماساتسوگو، پسر بزرگ آبه ماساکاتسو، یکی از حفظ‌کنندگان ارثی توکوگاوا ایه‌یاسو بود. در ولایت میکاوا به دنیا آمد. در سال ۱۶۰۰، با مرگ پدرش، رئیس خاندان آبه شد و ۵۰۰۰ «ککو» پدرش را در هاتوگایا، سایتاما، ولایت موساشی به ارث برد. در سال ۱۶۱۰ به کانوما، توچیگی، ولایت شیموتسوکه منتقل شد. او خود را به عنوان یک ژنرال در طول سال ۱۶۱۴ محاصره اوساکا متمایز کرد و بیشترین سرهای دشمن را در میان ژنرال‌های توکوگاوا ایه‌یاسو در اختیار گرفت. در سال ۱۶۱۷ به او درجه دایمیو اعطا شد و در ولایت کازوسا ۳۰۰۰۰ کوکو قلمرو اوتاکی دریافت کرد. در سال ۱۶۱۹ به دنبال رسوایی خاندان اوکوبو به قلمرو اوداوارا (50000 koku) در ولایت ساگامی منصوب شد. در سال ۱۶۲۳، او دوباره منصوب شد، این بار به دامنه ایواتسوکی (۵۵۰۰۰ ککو) در ولایت موتسو، جایی که نوادگان او برای چندین نسل بعدی باقی ماندند.